# Юрий Иванкович
Юрий Иванкович (Гюрги Иванковиц) — новгородский посадник в 1215—1216 гг.

## Посадничество
Точно неизвестно, когда Юрий Иванкович стал Новгородским посадником, но в летописи отмечается, что он будучи посадником вместе с тысяцким Якуном принимал участие в посольстве к князю Ярославу Всеволодовичу в 1215 г. для того, чтобы пригласить его на Новгородское княжение. Вскоре из-за разногласий между новгородцами и князем Ярославом Всеволодовичем (переехавший в Торжок) началась война. После того, как в Новгороде начался голод и эпидемия, было послано новгородское посольство к князю в Торжок. Князь Ярослав арестовал посольство, в составе которого были Юрий Иванкович и Степан Твердиславич.
В следующем 1216 году Юрий Иванкович теряет посадничество в пользу Твердислава Михалковича после того, как Новгородским князем становится Мстислав Удалой.
В 1217 г. князь Мстислав Удалой уехав из Новгорода в Киев забрал с собой Юрия Иванковича, а ещё с ним Сбыслава Степанича и Олексу Путиловича.

## На берестяных грамотах
На Неревском раскопе в Новгороде были найдены берестяные грамоты под № 165, 222, 225, 239. Все они принадлежат посаднику Юрию Иванковичу. Если в грамоте № 239 осталась лишь адресная формула: «От Жадка и от Степана к Гюргю», то у остальных имеются существенные тексты. В № 165 идёт речь о торговых делах, в № 222 решаются денежные вопросы административным лицом Гюргой, а № 225 относится к грамотам об имущественных делах.

## Семья
1. Захария
  1. Иванко Захарьинич
    1. Юрий Иванкович